# ZTE Axon 10 Pro
Das ZTE Axon 10 Pro ist ein Smartphone des chinesischen Herstellers ZTE, das seit Mai 2019 weltweit erhältlich ist. Im ZTE Axon 10 Pro wird der stärkste im 2019 verfügbare Android Prozessor des Herstellers Qualcomm in Form des SoC Snapdragon 855 verbaut.
Das Axon 10 Pro war das Flaggschiff-Smartphone des Jahres 2019 von ZTE und wird in zwei Versionen (4G-Version und 5G-Version) angeboten.
Das Smartphone enthält einen Touchcontroller Synaptics S3908, ein In-Display Fingerabdruck Sensor Goodix GF95xx, ein Curved AMOLED-Display des chinesischen Herstellers Visionox sowie ein 4G/LTE-Modem Qualcomm Snapdragon X24 (Bestandteil des Prozessors Qualcomm Snapdragon 855).
Die 5G Version enthält zusätzlich ein durch Gorilla Glass geschütztes Display sowie das 5G-Modem Qualcomm Snapdragon X50.